# Glenea rondoni
Glenea rondoni é uma espécie de escaravelho da família Cerambycidae. Foi descrita por Stephan von Breuning em 1963. É conhecida a sua existência na Tailândia e Laos.